# イズネッロ
イズネッロ（イタリア語: Isnello）は、イタリア共和国シチリア自治州パレルモ県にある、人口約1,500人の基礎自治体（コムーネ）。

## 地理

### 位置・広がり
パレルモ県のコムーネ。県都パレルモから東南東へ60kmの距離にある。

#### 隣接コムーネ
隣接するコムーネは以下の通り。
- カステルブオーノ
- チェファル
- コッレザーノ
- グラッテーリ
- ペトラリーア・ソッターナ
- ポリッツィ・ジェネローザ
- シッラート